# مومیر پتکوویچ
مومیر پتکوویچ (سیریلیک صربی: Бранислав Симић؛ زادهٔ ۲۱ ژوئیهٔ ۱۹۵۳) کشتی‌گیر اهل یوگسلاوی است.